# Eduardo Risco Gill
Eduardo Risco Gil fue un político peruano.
En 1939 fue elegido diputado por la provincia de   por el partido Concentración Nacional que postuló a Manuel Prado Ugarteche a la presidencia de la república.